# 2e division cuirassée
La 2e division cuirassée (2e DCR) est une unité blindée éphémère de l’Armée française, créée le 16 janvier 1940 et qui combattit durant la Seconde Guerre mondiale.

## Création et différentes dénominations
- 2 septembre 1939 : création de la 2e brigade cuirassée.
- 16 janvier 1940 : création de la 2e division cuirassée.
- juillet 1940 : dissolution de l'unité à la suite de l'armistice.

## Chefs de corps
- septembre - décembre 1939 : lieutenant-colonel Roche[1]
- janvier - juin 1940 : général Bruché
- juin 1940 : colonel Perré

## Composition

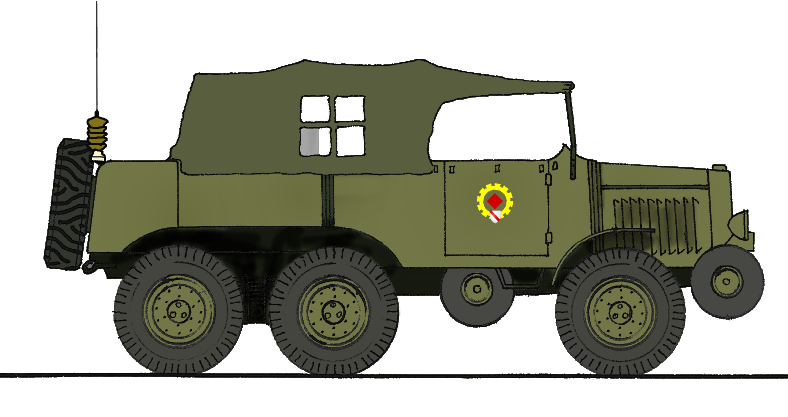
Voiture Laffly S15R avec poste radio utilisée comme voiture de commandement au d'artillerie tractée tout-terrain de la 2e DCr.

### Enseptembre 1939(brigade cuirassée)
| Type              | Unité                      | Principaux matériels                       |
| ----------------- | -------------------------- | ------------------------------------------ |
| Commandement      | Commandement du GBC no 507 | Commandement du GBC no 507                 |
| Chars             | 8e BCC                     | 34 Renault B1 bis                          |
| Chars             | 15e BCC                    | 34 Renault B1 bis                          |
| Infanterie portée | 17e BCP                    | infanterie portée sur VDP Lorraine 28 (it) |

### Le 10mai 1940
Sauf mention contraire, la source est SHA 1967, p. 477 et Buffetaut 1992, p. 11
| Type                           | Unité                                      | Principaux matériels | Notes                              |
| ------------------------------ | ------------------------------------------ | --- | ---------------------------------- |
| 2e demi-brigade - chars lourds | 8e BCC                                     | 34 + 1 Renault B1 bis 18 TRC Lorraine 37L                                                                                         | Ex-2e brigade cuirassée            |
| 2e demi-brigade - chars lourds | 15e BCC                                    | 34 Renault B1 bis 18 TRC Lorraine 37L                                                                                             | Ex-2e brigade cuirassée            |
| 4e demi-brigade - chars légers | 14e BCC                                    | 45 Hotchkiss H39 12 TRC Lorraine 37L                                                                                              |                                    |
| 4e demi-brigade - chars légers | 27e BCC                                    | 45 Hotchkiss H39 12 TRC Lorraine 37L                                                                                              |                                    |
| Infanterie portée              | 17e BCP                                    | 43 VBCP Lorraine 38L 18 tracteurs de canon Latil M7 T1 (it) 15 VDP Lorraine 28 (it) 6 VLTT Laffly S15 R 5 chenillettes Renault UE |                                    |
| Artillerie d'accompagnement    | 309e RATTT batteries 1 à 6                 | 24 obusiers 105 C modèle 1934 S 78 tracteurs Citroën/Unic P107 BU                                                                 |                                    |
| Artillerie antichar            | 309e RATTT 10e batterie                    | 8 canons de 47 AC modèle 1937 10 Citroën-Kégresse P17 E                                                                           | Ex-652e batterie antichar autonome |
| Génie                          | Compagnie de sapeurs-mineurs 133/1         | |                                    |
| Génie                          | Compagnie mixte fil-radio 132/82           | dont voitures Lorraine 28 TSF | Transmissions                      |
| Train                          | Compagnie 248/6                            | | Compagnie de quartier-général      |
| Train                          | Compagnie 348/6                            | | Compagnie de transport             |
| Intendance                     | Groupe d'exploitation divisionnaire 132/13 | |                                    |
| Santé                          | 132e groupe sanitaire divisionnaire        | |                                    |
| Aviation                       | GAO 546                                    | 9 Potez 63/11 |                                    |

### Fin mai 1940
| Type                                | Unité                      | Principaux matériels                           | Notes                                                                   |
| ----------------------------------- | -------------------------- | ---------------------------------------------- | ----------------------------------------------------------------------- |
| 2e demi-brigade                     | Bataillon 8/15             | 13 Renault B1 bis                              |                                                                         |
| 2e demi-brigade                     | 347e CACC                  | 3 Renault B1 bis et douze Renault B1           | Intégrées (sauf les chars B1) au bataillon 8/15 à partir du 29 mai 1940 |
| 2e demi-brigade                     | 348e CACC                  | 11 Renault B1 bis                              | Intégrées (sauf les chars B1) au bataillon 8/15 à partir du 29 mai 1940 |
| 2e demi-brigade                     | 349e CACC                  | 10 Renault B1 bis                              | Intégrées (sauf les chars B1) au bataillon 8/15 à partir du 29 mai 1940 |
| 2e demi-brigade                     | Bataillon 14/27            | 4 compagnies de Hotchkiss H39                  | dont 351e CACC                                                          |
| 4e demi-brigade                     | 40e BCC                    | 45 Renault R35 et R40                          | Ex-GBC 535                                                              |
| 4e demi-brigade                     | 48e BCC                    | 45 Renault R35 et R40                          | Ex-GBC 535                                                              |
| Chars                               | 346e CACC                  | Renault D2                                     | du 20 au 26 mai                                                         |
| Infanterie portée                   | 17e BCP                    |                                                |                                                                         |
| Artillerie d'accompagnement         | 309e RATTT batteries 1 à 6 | obusiers 105 C modèle 1934 S                   |                                                                         |
| Artillerie antichar                 | 309e RATTT 10e batterie    | canons de 47 AC modèle 1937                    |                                                                         |
| Artillerie antichar automotrice     | 53e BACA                   | 5 Laffly W15 TCC 3 canons de 25 CA modèle 1939 | Rejoint le 28 mai                                                       |
| Génie                               | Compagnie 133/1            |                                                | Sapeurs-mineurs                                                         |
| Génie                               | Compagnie 132/82           |                                                | Transmissions                                                           |
| Train                               | Compagnie 248/6            |                                                | Compagnie de quartier-général                                           |
| Train                               | Compagnie 348/6            |                                                | Compagnie de transport                                                  |
| Groupe d'exploitation divisionnaire | GED 132/13                 |                                                |                                                                         |
| Groupe sanitaire divisionnaire      | GSD 132                    |                                                |                                                                         |

### En juin 1940
| Type                                | Unité                      | Principaux matériels au 5 juin                 | Notes                                                               |
| ----------------------------------- | -------------------------- | ---------------------------------------------- | ------------------------------------------------------------------- |
| 2e demi-brigade                     | Bataillon 8/15             | 6 Renault B1 bis                               |                                                                     |
| 2e demi-brigade                     | Bataillon 14/27            | 15 Hotchkiss H39                               |                                                                     |
| 4e demi-brigade                     | 40e BCC                    | 52 Renault R35 et R40                          |                                                                     |
| 4e demi-brigade                     | 48e BCC                    | 52 Renault R35 et R40                          |                                                                     |
| Groupement de Langle                | 7e régiment de cuirassiers | Somua S35 et Hotchkiss H39                     | Unité de cavalerie rattachée à la 2e DCR vers le 7 juin Belle 2021a |
| Infanterie portée                   | 17e BCP                    |                                                |                                                                     |
| Artillerie d'accompagnement         | 309e RATTT batteries 1 à 6 | obusiers 105 C modèle 1934 S                   |                                                                     |
| Artillerie antichar                 | 309e RATTT 10e batterie    | canons de 47 AC modèle 1937                    |                                                                     |
| Artillerie antichar automotrice     | 53e BACA                   | 5 Laffly W15 TCC 3 canons de 25 CA modèle 1939 |                                                                     |
| Artillerie antichar automotrice     | ex-10/305e RA              | 6 Laffly W15 TCC ? canons de 47 AC modèle 1937 | Rattachée au 309e RATTT, rejoint mi-juin                            |
| Génie                               | Compagnie 133/1            |                                                | Sapeurs-mineurs                                                     |
| Génie                               | Compagnie 132/82           |                                                | Transmissions                                                       |
| Train                               | Compagnie 248/6            |                                                | Compagnie de quartier-général                                       |
| Train                               | Compagnie 348/6            |                                                | Compagnie de transport                                              |
| Groupe d'exploitation divisionnaire | GED 132/13                 |                                                |                                                                     |
| Groupe sanitaire divisionnaire      | GSD 132                    |                                                |                                                                     |

## Historique des garnisons, campagnes et batailles

### 2ebrigadecuirassée
La 2e brigade cuirassée, ancêtre de la 2e DCR, est créée le 2 septembre 1939. Rattachée à la réserve générale, elle est d'abord stationnée en Lorraine, se regroupant à Blénod-lès-Pont-à-Mousson. Elle couvre depuis Metzeresche les arrières du corps d'armée colonial engagé dans l'offensive de la Sarre.
Le 29 septembre 1939, elle repasse à la réserve générale et part pour la région d'Étain et Verdun. À partir du 30 novembre 1939, la brigade est envoyée dans la région de Châlons-sur-Marne, dans la zone entre le camp de Suippes et celui de Mourmelon, connue sous le nom de camp de la Haute-Moivre.

### Début de la campagne de 1940

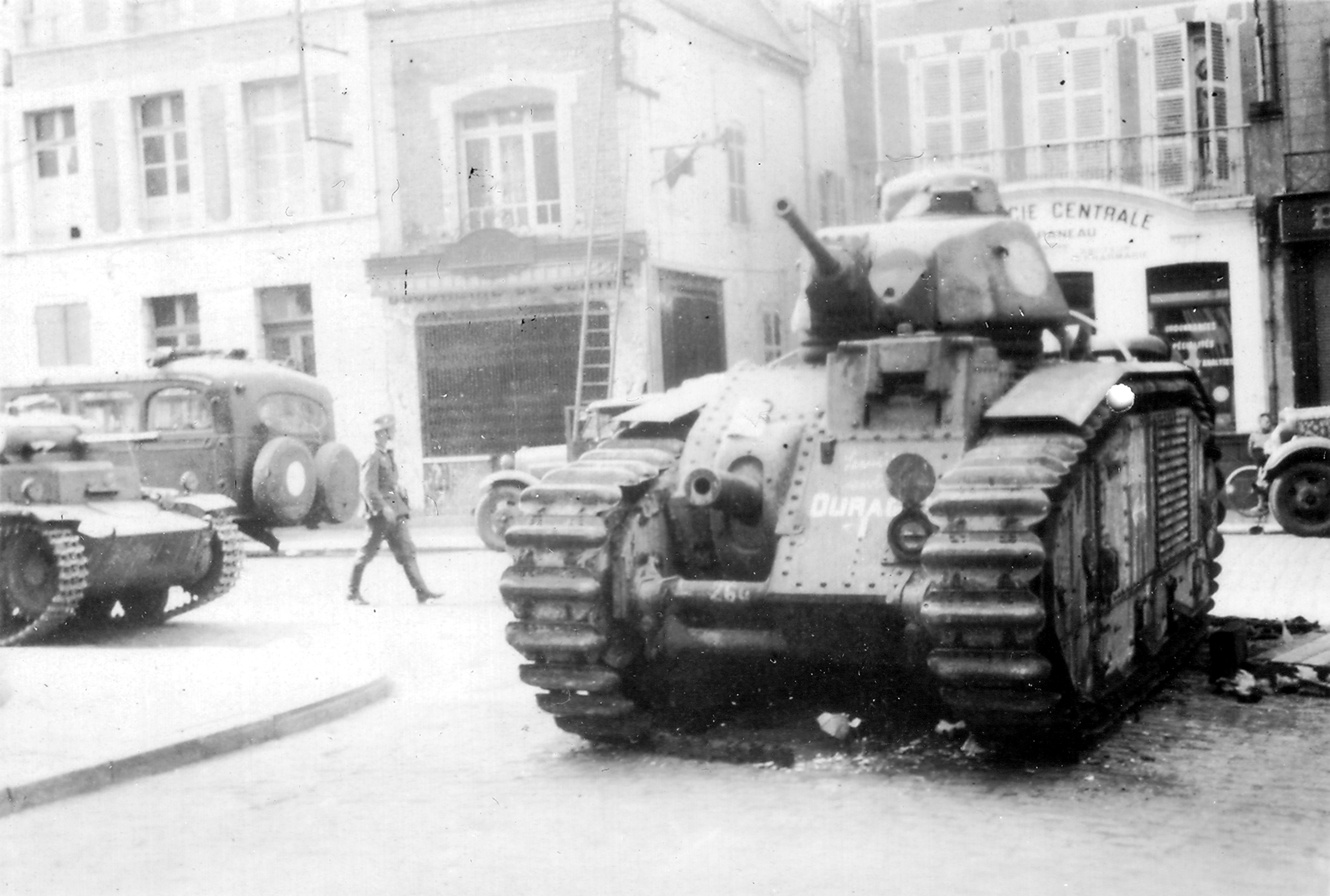
Le blindé français B1 bis no 260 Ouragan, de la 3e compagnie du 8e BCC, après sa panne et sa capture par les forces allemandes à Guise en mai 1940.

La 2e division cuirassée est créé le 16 janvier 1940 à partir de la 2e brigade cuirassée. De février jusqu'au 10 mai 1940, la division est à l'entraînement au camp de la Haute-Moivre.
Destinée à venir en soutien de la 1re armée française qui entre en Belgique le 10 mai 1940, la 2e division cuirassée est dirigée le 13 au soir vers les positions de la 9e armée dans les Ardennes. Les premiers éléments blindés arrivent le 15 mai au nord de Rethel et débarquent de leurs trains sous la protection des chasseurs portés du 17e BCP. Les unités motorisées de soutien rejoignent par la route.
Cette double manœuvre alors que la division arrive au milieu de la percée allemande mène à la dislocation de la division. Les éléments à roues, deux compagnies de chasseurs portés et une compagnie du 27e BCC se retrouvent du côté de l'Aisne et la 6e armée tandis que le gros de la division est sur l'Oise avec la 9e armée.
Le 16 mai, un groupement formé des 1re et 2e compagnies du 15e BCC et d'une compagnie de chasseurs portés reçoit l'ordre de contre-attaquer sur l'axe Marle-Montcornet-Liart autour de la Serre, dans le secteur de la 6. Panzerdivision. Les Français repoussent des élements légers allemands puis l'attaque, vaine, est stoppée. Le reste des unités est dispersé pour garder les ponts sur l'Oise.

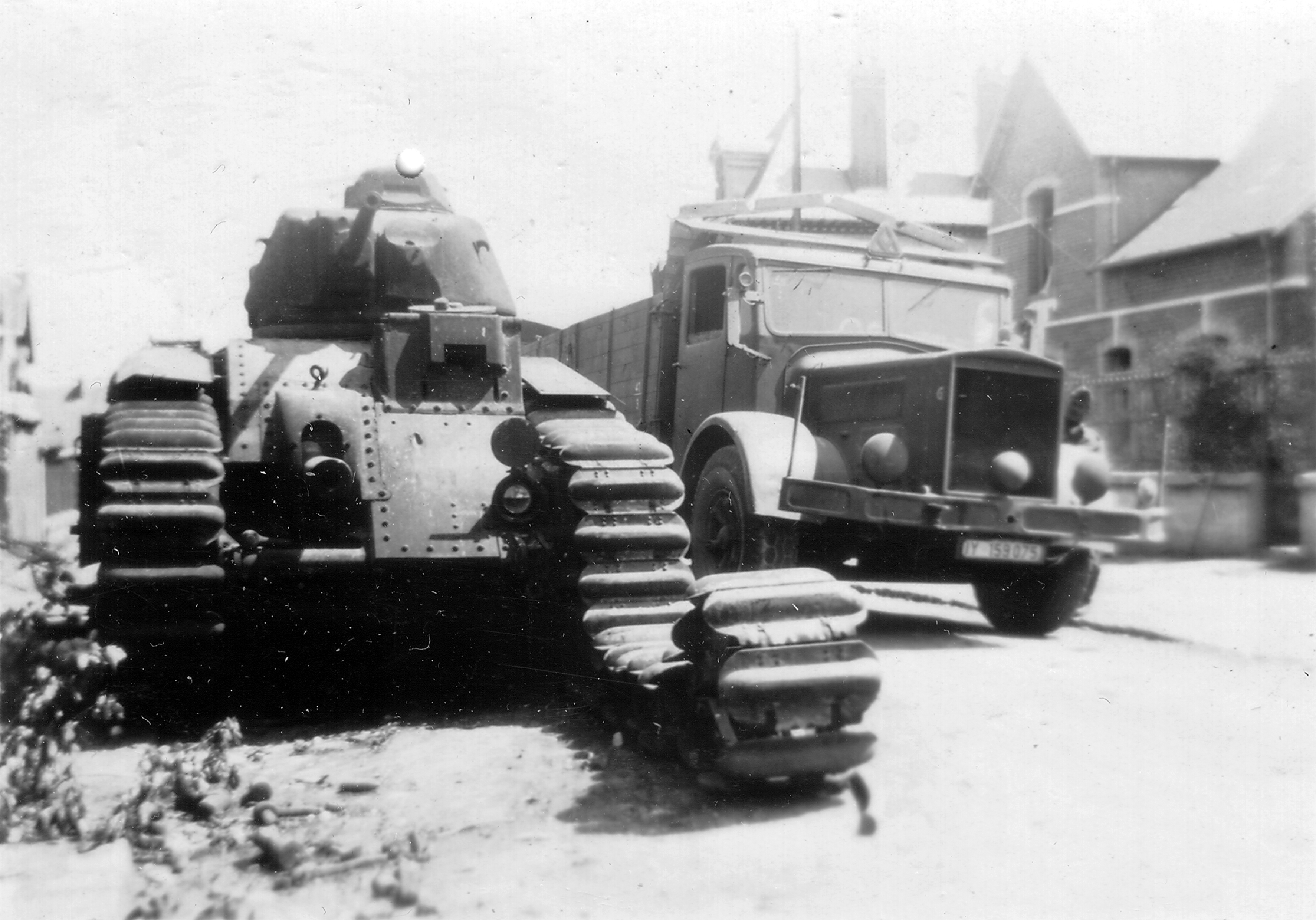
Un camion allemand passe à côté du B1 bis no 209 Sénégal, de la 1re compagnie du, détruit le 19 mai 1940 près de Saint-Simon (Aisne).

La division est regroupée à partir du 18 mai 1940 et se dégage le lendemain. Elle a perdu 123 chars (dont quelques uns récupérables) sur les 160 initiaux.

### Reconstitution
À partir du 20 mai, la division est reconstituée dans la région de Compiègne. La division est notamment renforcée par les 40e et 48e BCC, deux bataillons équipés de matériel neuf Renault R35 et R40 à canon de 37 mm SA 38, ainsi que par trois compagnies autonomes de chars B et une de chars H.
Du 24 au 26 mai, la division est engagée sur la Somme en amont de Péronne, fractionnée en groupements de chars et de chasseurs portés. Son action permet la mise en place de l'infanterie de la 7e armée, qui sera prête lors de l'attaque allemande sur la ligne Weygand.
Le 24 mai, la 2e DCR est rattachée administrativement au groupement cuirassé Delestraint mais ce groupement ne devient un commandement opérationnel qu'à partir du 2 juin. Regroupée et envoyée auprès de la 10e armée, la 2e DCR est engagée le 4 juin 1940 dans une ultime tentative de réduire la tête de pont allemande d'Abbeville. L'attaque échoue, la division perdant 33 chars sur 82 engagés.
La 2e DCR soutient ensuite la défense de la 10e armée face à l'offensive allemande lancée le 5 juin. Elle défend la route menant à Beauvais pendant que l'infanterie de la 10e armée se replie. À partir du 11 juin, la division se regroupe et se remet sur pied dans la région de Versailles. Au soir du 12 juin 1940, la 2e DCR part barrer la route d'Orléans aux Allemands pour permettre le repli de l'armée de Paris sur la Loire.
À partir du 18, la division est rattachée à la 6e armée. À la fin des combats, la division a gardé son potentiel de combat au fur et à mesure de ses replis en combattant.

## Devise
La devise Malgré est adopté après l'armistice.

## Personnalités ayant servi au sein de l'unité
- Gustave Barlot, compagnon de la Libération (8e BCC)

- Michel Gaudet, haut fonctionnaire (15e BCC)

- Jean-Jacques Hatt, historien (309e RATTT)

### Sur la bataille de France
- Service historique de l'Armée (SHA), Les grandes unités françaises : historiques succincts, vol. 3, Imprimerie nationale, 1967 (lire en ligne).
- Yves Buffetaut, Guderian perce à Sedan, Histoire & Collections, coll. « Militaria Magazine / Les grandes batailles de la Seconde Guerre mondiale » (no Hors-Série 4), 1992.

### Sur les blindés et les divisions cuirassées
- François Vauvillier, « La division cuirassée en France en 1940 et ses perspectives : 1 - Les chars et les chasseurs portés », Histoire de guerre, blindés et matériel, Histoire & Collections, no 79,‎ octobre 2007, p. 38-49.
- François Vauvillier, « La division cuirassée en France en 1940 et ses perspectives : 2 - l'artillerie d'accompagnement, l'artillerie antichars et la défense contre avions », Histoire de guerre, blindés et matériel, Histoire & Collections, no 80,‎ janvier 2008, p. 40-49.
- Capitaine Bonal, Les brigades cuirassées, 8 juin 2016 (lire en ligne).
- Jacques Belle, « Près de 2 800 blindés perdus en 26 jours », Guerre, blindés et matériels, Histoire & Collections, no 133,‎ juillet 2020, p. 33-44.
- Jacques Belle, « De nouvelles unités mécaniques pour la Ligne Weygand », Guerre, blindés et matériel, Histoire & Collections, no 135,‎ janvier 2021, p. 53-64.
- Jacques Belle, « Les unités blindées dans la retraite générale », Histoire de guerre, blindés et matériel, Histoire & Collections, no 136,‎ avril 2021, p. 75-80.

### Sur les unités de la2eDCr
- 14e Bataillon de Chars de Combat Août 1939-Juillet 1940, imprimerie Guillemot et de Lamothe, Limoges, 1940.

- Jean-Robert Gorce, « 4 juin 1940, la 2ème Division Cuirassée à Abbeville », Histoire de guerre, Histopress, no 55,‎ 2005.
- Stéphane Bonnaud, « Le 14e bataillon de chars de combat : I - de la mobilisation à la percée allemande 28 août 1939 - 16 mai 1940 », Histoire de guerre, blindés et matériel, Histoire & Collections, no 77,‎ juin 2007, p. 8-19.
- Stéphane Bonnaud, « Le 14e bataillon de chars de combat : II - le sacrifice sur l'Oise avec la 2e DCR 17-19 mai 40 », Histoire de guerre, blindés et matériel, Histoire & Collections, no 78,‎ août 2007, p. 64-75.
- Stéphane Bonnaud, « Le 27e BCC sur les ponts de l'Oise, 17-19 mai 1940 », Histoire de guerre, blindés et matériel, Histoire & Collections, no 102,‎ octobre 2012, p. 13-30
- Stéphane Bonnaud, « Le 8e BCC entre en campagne », Histoire de guerre, blindés et matériel, Histoire & Collections, no 103,‎ janvier 2013, p. 83-100.
- Stéphane Bonnaud, « Le 8e BCC succombe sur les ponts de l’Oise », Histoire de guerre, blindés et matériel, Histoire & Collections, no 104,‎ avril 2013, p. 83-102.
- Stéphane Bonnaud, « Les B de la 2e DCr, de l’Oise à Abbeville, 21 mai-4 juin 1940 », Histoire de guerre, blindés et matériel, Histoire & Collections, no 119,‎ janvier 2017.